# Tricyphona cinereicolor
Tricyphona cinereicolor är en tvåvingeart som först beskrevs av Alexander 1958.  Tricyphona cinereicolor ingår i släktet Tricyphona och familjen hårögonharkrankar. Inga underarter finns listade i Catalogue of Life.